# Pogonomyrmex pronotalis
Pogonomyrmex pronotalis is een mierensoort uit de onderfamilie van de Myrmicinae. De wetenschappelijke naam van de soort is voor het eerst geldig gepubliceerd in 1922 door Santschi.